# Paraphiloscia elongata
Paraphiloscia elongata is een pissebed uit de familie Philosciidae. De wetenschappelijke naam van de soort is voor het eerst geldig gepubliceerd in 1970 door Albert Vandel.